# 何明哲
何明哲（西班牙語：Javier Herrera Corona，1968年5月15日—）為墨西哥籍天主教會總主教，現任宗座駐剛果及加蓬大使。

## 生平
1968年5月15日，何明哲生於墨西哥奧特蘭，於1993年9月21日晉鐸，隸屬奧特蘭教區的神父。
何明哲於2003年7月1日進入聖座外交使節團擔任外交公職，曾經在多個國家地區擔任宗座外交工作，包括在香港擔任教廷駐港代辦。
2022年2月5日，教宗方濟各任命何明哲為沃爾圖拉拉教區的領銜主教，兼任宗座駐剛果及加蓬大使。他於同年4月23日領受主教聖秩。